# Ligament lombo-costal
 (septembre 2024).
Le ligament lombo-costal (de Henle) est un ligament de l'articulation costotransversaire de la douzième côte.
C'est une bande fibreuse qui s'étend du bord inférieur de la douzième côte jusqu'aux extrémités des apophyses transverses des deux premières vertèbres lombaires.
Elle renforce l'aponévrose du muscle transverse de l'abdomen.